# Collège militaire royal du Canada
Pour les articles homonymes, voir CMR.
 (juillet 2015).
Si vous disposez d'ouvrages ou d'articles de référence ou si vous connaissez des sites web de qualité traitant du thème abordé ici, merci de compléter l'article en donnant les références utiles à sa vérifiabilité et en les liant à la section « Notes et références ».
Le Collège militaire royal du Canada (CMR), situé à Kingston, Ontario, est une académie militaire bilingue anglais-français. Seule université fédérale au Canada, il forme le personnel des Forces armées canadiennes.

## Histoire
Le 1er juin 1876, le Military College of Canada ouvre ses portes à la première classe comptant 18 élèves-officiers, qui seront plus tard connus comme les Vieux Dix-Huit. Le CMR est situé sur la pointe Frédérick, une petite péninsule au confluent du fleuve Saint-Laurent et du canal Rideau sur le lac Ontario. L'endroit est un établissement militaire depuis 1789 et était une base navale importante lors de la Guerre de 1812.
À la suite de la Seconde Guerre mondiale, deux autres Collèges militaires sont ouverts, soit le Collège militaire royal de Saint-Jean au Québec et le Royal Roads Military College en Colombie-Britannique. Ces derniers fermeront leurs portes dans la foulée des restrictions budgétaires faites par le gouvernement alors au pouvoir. Le Collège de Kingston est le seul qui restera ouvert. Cependant, en juillet 2007, le ministre de la Défense a annoncé la réouverture partielle du CMR de Saint-Jean.
Le collège a environ 5 000 élèves, la plupart étant des étudiants par correspondance. Le noyau du Collège est cependant composé par l'escadre des élèves-officiers, qui regroupe les étudiants militaires inscrits aux programmes d'étude de premier cycle. Les quelque 1 000 étudiants qui la compose résident majoritairement sur le campus et portent l'écarlate, soit l'uniforme traditionnel du Collège, qui est de couleur rouge.
L'escadre se divise quant à elle en 12 escadrons ayant leur propre structure de commandement. Les élèves-officiers occupent des positions de leadership au sein de l'escadre et de leur escadron respectif, ces positions visent à développer leurs qualités de chefs, essentielles à tout officier.
Le programme du CMR est constitué de quatre composantes dans lesquels un élève-officier doit réussir pour obtenir son diplôme du CMR.
- La formation scolaire
- La formation athlétique
- Le bilinguisme
- Les compétences militaires

Les élèves-officiers n'atteignant pas la norme minimale de bilinguisme doivent donc suivre des cours de langue seconde, en plus des cours de leur programme scolaire. Ils sont aussi tenus de participer à des sports d'équipe intra-muros. Les compétences militaires sont évaluées en fonction du rendement observé et du leadership d'un élève-officier.

## Programmes académiques

### Sciences humaines
- Histoire
- Politique
- Économie
- Études militaires et stratégiques
- Littérature anglaise
- Littérature française
- Administration des affaires
- Psychologie

### Sciences
- Chimie
- Informatique
- Mathématiques
- Physique
- Sciences spatiales

### Ingénierie
- Génie aéronautique
- Génie chimique
- Génie civil
- Génie informatique
- Génie électrique
- Génie mécanique

## Liste des infrastructures principales sur le terrain du collège

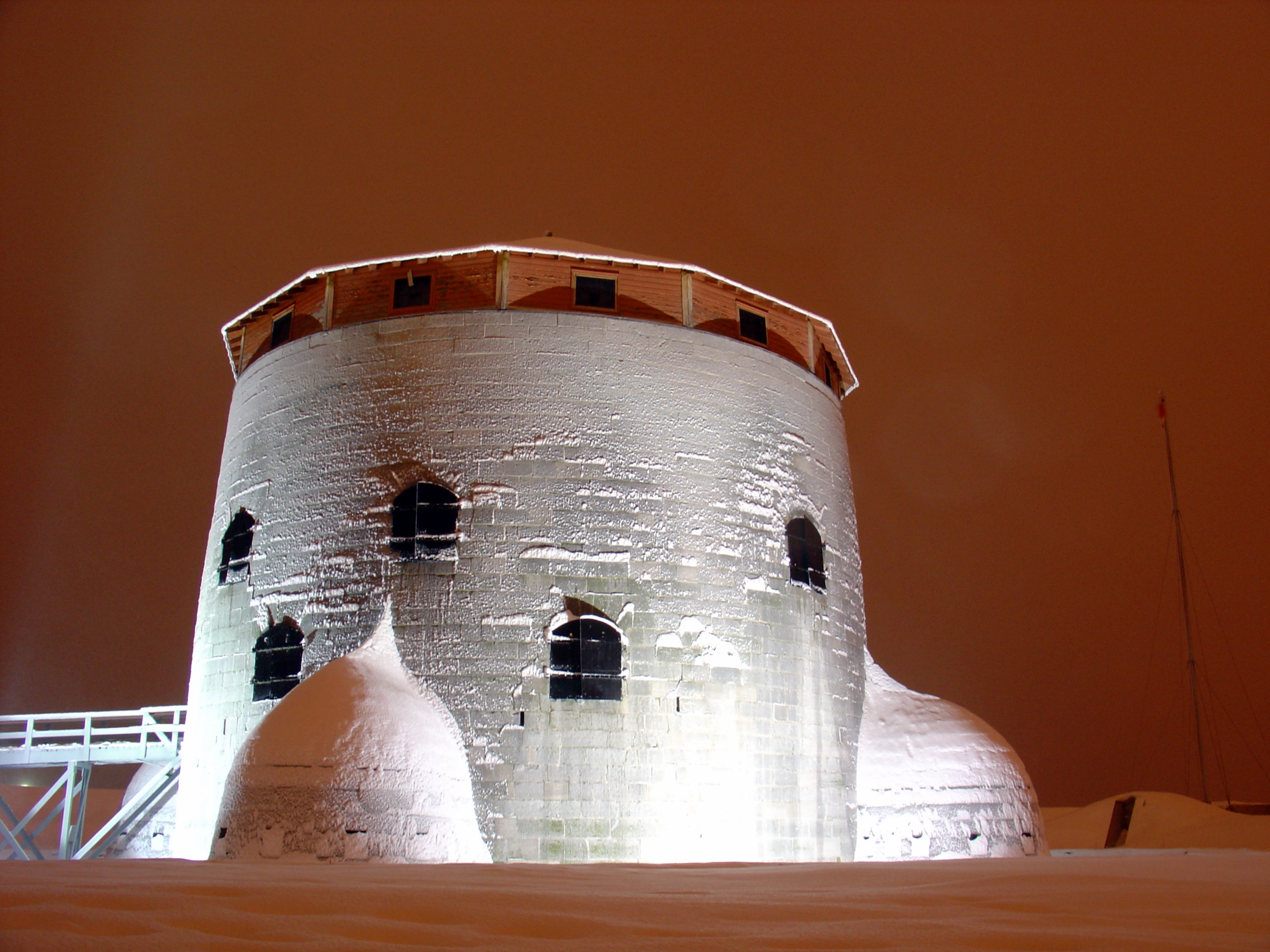
La tour Martello après une tempête de neige.

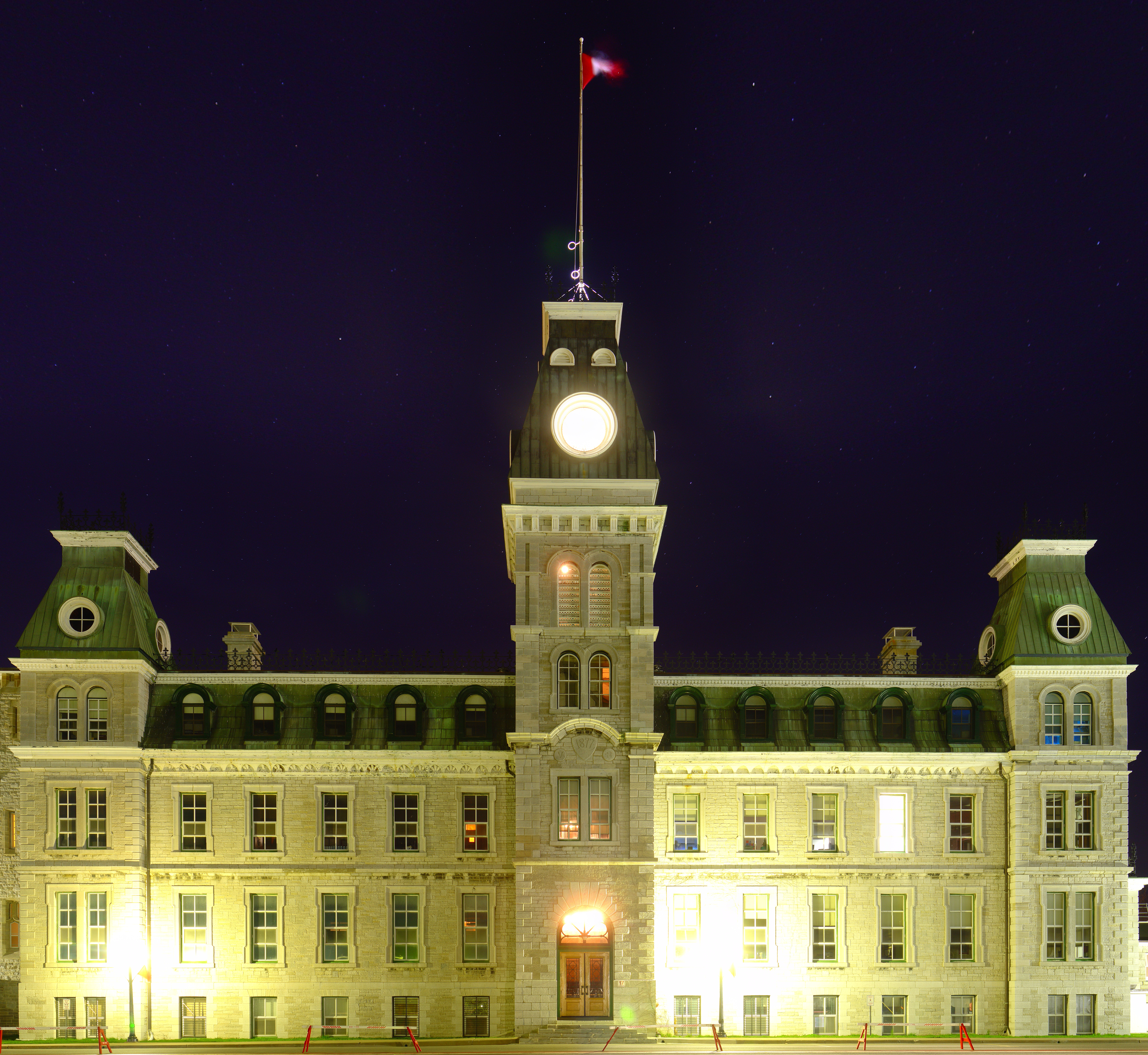
L'édifice Mackenzie de nuit.

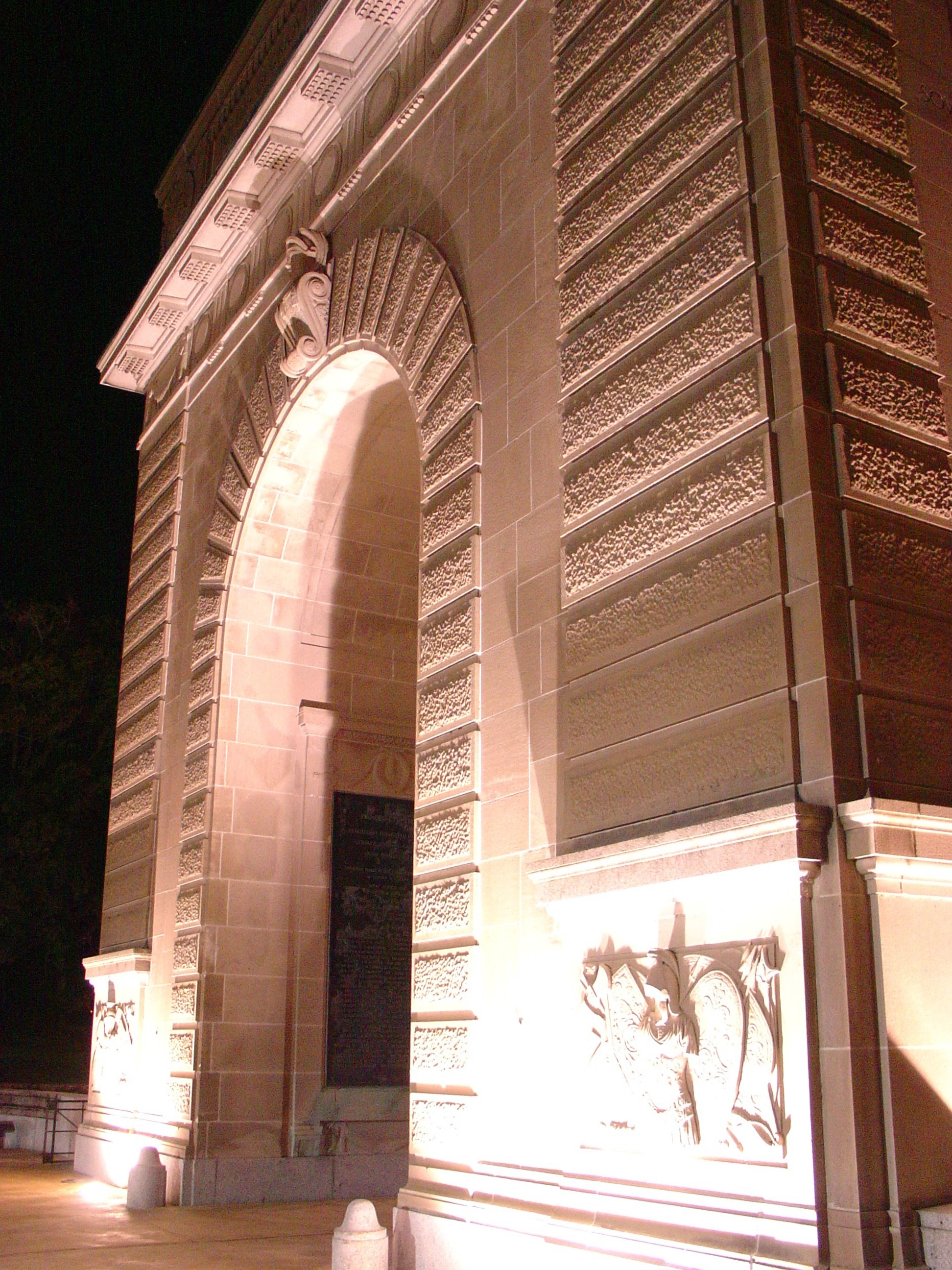
L'arche commémorative.

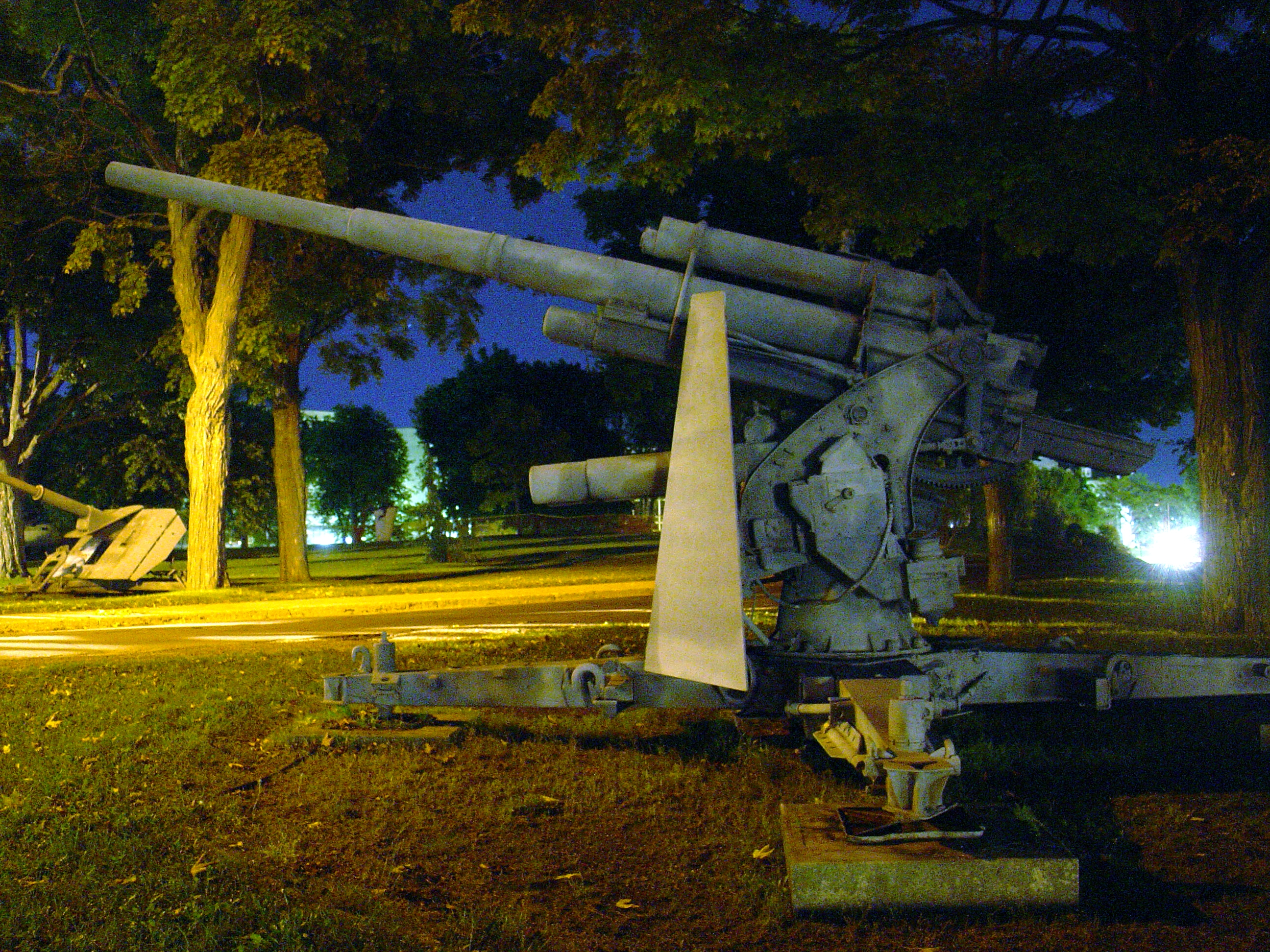
Des trophées de guerre sur le terrain du CMR: Canon 88 allemand capturé pendant la Seconde Guerre mondiale.

(Liste présentée par ordre de construction)
Le Fort Frédérick :
- Il s'agit de levées de terre et de grandes constructions sur la pointe sud de la péninsule. La construction a débuté en 1789. Il n'en reste aujourd'hui que les ouvrages de terre, quelques canons et un mur sur la face nord.

La Frégate de pierre (Stone Frigate en anglais, communément appelé « le boat »):
- C'est un bâtiment construit en 1820 pour héberger les armes des bateaux démobilisés après la guerre de 1812. En 1876, il est devenu le dortoir des Vieux Dix-Huit. Il s'agit de sa fonction encore de nos jours.
- Il abrite actuellement les membres de l'Escadron 1.

La tour Martello :
- C'est une fortification construite en 1845 au centre du fort Frédérique. Il fait partie de la série de fortifications prévues pour protéger la ville de Kingston et l'entrée du canal Rideau. Le fort Henry, qui surplombe le collège, fait partie de cette série de constructions

Le Mackenzie :
- Construit en 1876, il est la première construction sur la péninsule destinée à une fonction académique. Il est facilement reconnaissable à sa tour centrale décorée d'une horloge sur chacune de ses quatre faces. Probablement le symbole le plus connu du collège, il surplombe le terrain de parade.

Le Fort Lasalle :
- C'est un dortoir construit en 1913. Il est situé à l'extrémité ouest du terrain de parade. Il est relié, à son deuxième étage, au Yeo Hall par une passerelle couverte. Au départ, il s'agissait d'un édifice très simple avec un seul couloir par plancher. Des agrandissements au fil des ans ajoutèrent des ailes pour donner une forme en U. Puis les dernières rénovations des années 1990 ferment la boucle par la construction d'une section reliant l'extrémité des ailes, ce qui laisse une cour intérieure au milieu de l'édifice.
- Il abrite généralement les escadrons 7 à 9

Le Currie :
- Bâtiment à l'est du Mackenzie. Occupé principalement par des classes de langue, des locaux administratifs et les locaux de l'escadron Otter.

L'Arche commémorative :
- Monument inauguré en 1923 pour tous les anciens élèves-officiers décédés au combat lors de la Première Guerre mondiale
- Ce monument a une signification particulière pour les élèves-officiers puisqu'il sert de porte d'entrée lors de leur première journée en tant que membre de l'escadre et de porte de sortie lorsqu'ils quittent le collège à la fin de la cérémonie de graduation. À l'exception des cérémonies du Jour du souvenir, aucun élève-officier ne passe sous l'Arche avant qu'il n'ait gradué du collège.

Le Pavillon Yeo (Yeo Hall) :
- C'est un bâtiment multifonctionnel construit en 1936. Il est situé au centre de tous les dortoirs. Il est occupé principalement par la salle à manger des élèves-officiers et le mess tous-grades.

Le fort Haldimand :
- C'est un dortoir construit en 1949. Il est situé au sud du Yeo Hall. Il est relié par des passerelles au Yeo Hall et au fort Champlain. La rénovation du fort Haldimand fut complétée en janvier 2008.
- Il abrite les membres des escadrons 11 et 12 ainsi que les membres du Quartier Général de l'Escadre.

Le Massey :
- C'est un bâtiment académique construit en 1960 qui, en plus des bureaux et salles de classe, abrite l'une des deux bibliothèques du collège.

Le fort Champlain :
- C'est un dortoir construit en 1960. C'est un bâtiment en forme de U où les extrémités des ailes sont reliées par des passerelles au fort Haldimand, formant une cour intérieure entre les deux dortoirs.
- Il abrite les escadrons 2 et 3 ainsi que les élèves officiers responsables de l'escadre.

Le Girouard : 
- C'est un bâtiment académique inauguré en 1977

Le Sawyer :
- C'est un bâtiment académique inauguré en 1977. C'est l'édifice académique le plus volumineux. Il est constitué de cinq modules, soit des sections cubiques de forme et de taille semblables, reliés entre eux. Outre les bureaux et les salles de classe, le Sawyer héberge la plupart des laboratoires de science et d'ingénierie du collège. Un de ces laboratoires comprend un réacteur nucléaire de recherche de classe SLOWPOKE-2 (en).

Le fort Sauvé :
- C'est un dortoir construit en 2001.
- Il abrite les escadrons 4 à 6

Le fort Brant :
- C'est un dortoir inauguré en février 2008 par le ministre canadien de la Défense Peter MacKay
- Il abrite les escadrons 10, Otter et ALOY.

## Tradition et modernité
Le terme « Les Vieux Dix-Huit », plus connu sous sa version anglaise de « The Old Eighteen » représente la première promotion du CMR. La liste de leurs noms doit être mémorisée par tous les élèves officiers aujourd'hui.[réf. nécessaire]
En mai 2021, sort diplômée du CMR la première femme cadette de l'Académie militaire philippine, Carrie Faith Banglag Magannon, originaire des Igorots, peuple autochtone de la province de Kalinga, de la Région administrative de la Cordillère. L'ambassade du Canada aux Philippines lui adresse ses félicitations. Le CMR a d'ailleurs mis au point un programme unique d'un an (Programme d'initiation au leadership à l'intention des Autochtones, PILA) conçu pour offrir aux étudiants d'origine autochtone des expériences individuelles, collectives et culturelles qui les aident à développer leur identité autochtone, leur leadership et leurs compétences de vie .

## Relations internationales
L'université est membre de l’Université de l'Arctique. UArctic est un réseau international d’universités, d’instituts de recherche et d’organisations ayant pour but de promouvoir, coordonner et soutenir la recherche ainsi que l’éducation en régions arctiques.